# Privates Veräußerungsgeschäft
Das private Veräußerungsgeschäft ist ein Besteuerungstatbestand im Einkommensteuerrecht Deutschlands gemäß § 23 EStG. Ihm unterliegen Gewinne aus der Veräußerung von Wirtschaftsgütern des Privatvermögens, wenn zwischen Erwerb und Veräußerung bestimmte Fristen unterschritten wurden (Grundstücke: zehn Jahre, andere Wirtschaftsgüter: ein Jahr oder zehn Jahre). Ausgenommen sind Wirtschaftsgüter des täglichen Gebrauchs sowie zu eigenen Wohnzwecken genutzte Grundstücke. Veräußerungsgewinne aus Kapitalanlagen unterliegen ebenfalls nicht der Besteuerung als privates Veräußerungsgeschäft, sondern sind unabhängig von Haltefristen als Kapitalertrag im Sinne des § 20 EStG steuerbar.

## Rechtsentwicklung
Bereits im Einkommensteuergesetz 1920 war das private Veräußerungsgeschäft (damalige Bezeichnung: Spekulationsgeschäft) enthalten. Die ursprünglichen Tatbestandsmerkmale der Veräußerungsabsicht oder widerlegbaren Spekulationsabsicht wurden im EStG 1934 aufgegeben: Bei Unterschreiten bestimmter Zeiträume zwischen Erwerb und Veräußerung wurde die Spekulationsabsicht unwiderlegbar vermutet.
Durch das Steuerentlastungsgesetz 1999/2000/2002 vom 24. März 1999 (Bundesgesetzblatt I, S. 402) wurde die Frist für Grundstücke auf zehn Jahre (vorher: 2 Jahre) und für Wertpapiere auf ein Jahr (vorher: sechs Monate) verlängert. Das galt bei Immobilien auch für Fälle, in denen die Zwei-Jahres-Frist bereits abgelaufen war. Hierin sah das Bundesverfassungsgericht eine unzulässige Rückwirkung. Veräußerungsgeschäfte bei Wertpapieren, insbesondere Aktien, unterlagen ab 2002 dem Halbeinkünfteverfahren.
Das Bundesverfassungsgericht erklärte mit Entscheidung vom 9. März 2004 die Besteuerung von Spekulationsgewinnen aus Veräußerungsgeschäften (sogenannte Spekulationssteuer) mit Wertpapieren in den Jahren 1997 und 1998 für verfassungswidrig, wegen einer Ungleichbehandlung der Steuerpflichtigen. Diese liege darin, dass nach der gesetzlichen Regelung für diese Steuer die Daten nur sehr unzureichend erfasst und geprüft werden können, sodass sich die Finanzverwaltung ohne jede Kontrollmöglichkeit auf die bloße Steuererklärung verlasse. Dies führe im Ergebnis dazu, dass der Staat nur auf die redlich erklärten Gewinne zugreifen könne, nicht aber auf alle Steuerpflichtigen, was einer „Freiwilligensteuer“ gleichkomme (sogenanntes strukturelles Vollzugsdefizit, umgangssprachlich und in der politischen Diskussion auch als „Dummensteuer“ bezeichnet).
Unter anderem um dieses Problem zu lösen, führte der Gesetzgeber das Kontenabrufverfahren (auch zur Gefahren-/Terrorabwehr nach dem 11. September 2001 und auch für strafrechtliche Zwecke) und die Jahresbescheinigung (§ 24c EStG a.F.) ein. Mittels Kontenabrufverfahren können die Finanzbehörden feststellen, welche Konten der Steuerpflichtige hat. Mit der Jahresbescheinigung bescheinigen die Banken den Kunden die entstandenen Gewinne/Verluste aus privaten Veräußerungsgeschäften.
Die Abkehr von der Durchschnittsbewertung der steuerpflichtigen Positionen bis 2003 und Hinwendung zum FIFO-Verfahren ab 2004 (first in, first out = die älteste Position wird zuerst abgebaut) folgte dem Wunsch der Banken, die seit 2005 die Veräußerungsgewinne der Depotinhaber ermitteln müssen.
Mit Einführung der Abgeltungsteuer im Rahmen der Unternehmensteuerreform 2008 wurden private Veräußerungsgewinne seit 1. Januar 2009 im Bereich der Kapitalanlagen generell und auch bei einer Haltedauer von mehr als einem Jahr steuerpflichtig. Bis 2013 konnten Verlustvorträge, die bis 2008 entstanden sind, mit Gewinnen aus der Veräußerung von Kapitalanlagen verrechnet werden.
Folgende Tabelle verdeutlicht die unterschiedliche Behandlung von Wertpapieren in der Vergangenheit (HEV=Halbeinkünfteverfahren; WP-VK=Wertpapierverkauf):
| ab       | WP-VK steuerpfl.                     | Verlustanrechnung                                                     | HEV  | Berücksichtigung im Steuer-„Topf“ |
| -------- | ------------------------------------ | --------------------------------------------------------------------- | ---- | --- |
| vor 1999 | bis 6 Monate                         | Rücktrag: 1 Jahr, Vortrag: unbegrenzt                                 | nein | Zunächst Entnahme steuerfreier Bestand FIFO, dann Entnahme stpfl. Bestand proportional! (alles muss also zum jeweiligen genauen Veräußerungstermin gerechnet werden und der Korb aktualisiert vorgetragen werden) |
| 1999     | bis 12 Monate                        | Rücktrag: 1 Jahr, Vortrag: unbegrenzt                                 | nein | Zunächst Entnahme steuerfreier Bestand FIFO, dann Entnahme stpfl. Bestand proportional! (alles muss also zum jeweiligen genauen Veräußerungstermin gerechnet werden und der Korb aktualisiert vorgetragen werden) |
| 2002     | bis 12 Monate                        | Rücktrag: 1 Jahr, Vortrag: unbegrenzt                                 | ja   | Zunächst Entnahme steuerfreier Bestand FIFO, dann Entnahme stpfl. Bestand proportional! (alles muss also zum jeweiligen genauen Veräußerungstermin gerechnet werden und der Korb aktualisiert vorgetragen werden) |
| 2004     | bis 12 Monate                        | Rücktrag: 1 Jahr, Vortrag: unbegrenzt                                 | ja   | nun auch Entnahme stpfl. Bestand als FIFO |
| 2009     | für Neufälle: immer, Abgeltungsteuer | kein Rücktrag, Vortrag: unbegrenzt, Altverluste verrechenbar bis 2013 | nein | Veräußerungsverluste werden sofort gegen Veräußerungsgewinne aufgerechnet. |

## Allgemeines
Ein privates Veräußerungsgeschäft kann nur vorliegen, wenn das veräußerte Wirtschaftsgut nicht einer anderen Einkunftsart (Land- und Forstwirtschaft, Gewerbebetrieb, selbständige Tätigkeit, Kapitalvermögen) zuzurechnen ist (Subsidiaritätsgrundsatz). Für den Anwendungsbereich der privaten Veräußerungsgeschäfte gibt es folgende Fälle:
- Veräußerung eines Grundstücks, wenn der Zeitraum zwischen Anschaffung und Veräußerung nicht mehr als zehn Jahre betrug
- Veräußerung eines anderen Wirtschaftsgutes, das nicht dem täglichen Gebrauch diente, wenn der Zeitraum zwischen Anschaffung und Veräußerung nicht mehr als ein Jahr betrug (betrifft z. B. Edelmetalle und Kunst)
- Veräußerung eines Wirtschaftsguts, aus dessen Nutzung als Einkunftsquelle zumindest in einem Kalenderjahr Einkünfte erzielt wurden, wenn der Zeitraum zwischen Anschaffung und Veräußerung nicht mehr als zehn Jahre betrug.

Veräußerung ist in diesem Zusammenhang die entgeltliche Übertragung des (zumindest wirtschaftlichen) Eigentums an einem Wirtschaftsguts. Maßgeblich für den Veräußerungszeitpunkt ist das Verpflichtungsgeschäft.

### Grundstücke und grundstücksgleiche Rechte
Zum Grundstück gehören auch die Gebäude und Außenanlagen. Für neu errichtete Gebäude beginnt keine neue Veräußerungsfrist, obwohl sie steuerrechtlich ein eigenständiges Wirtschaftsgut sind. Betriebsvorrichtungen und Scheinbestandteile gehören nicht zum Grundstück unterliegen aber der Besteuerung als anderes Wirtschaftsgut, so dass bei Mietobjekten ebenfalls die zehnjährige Veräußerungsfrist zu beachten ist.
Selbst genutztes Wohneigentum ist ausgenommen, wenn das Grundstück zwischen Anschaffung und Veräußerung ausschließlich oder bei längerfristigem Besitz im Jahr der Veräußerung und in den beiden vorangegangenen Jahren zu eigenen Wohnzwecken genutzt wurde. Die unentgeltliche Überlassung an kindergeldberechtigte Kinder gilt ebenfalls als Nutzung zu eigenen Wohnzwecken. Auch selbst genutzte Zweit- und Ferienwohnungen können ausgenommen sein.
Bei Veräußerung grundstücksgleicher Rechte wie Erbbaurecht, Nießbrauch oder dinglichem Wohnrecht ist ebenfalls die zehnjährige Veräußerungsfrist zu beachten.

### Andere Wirtschaftsgüter
Andere Wirtschaftsgüter sind sämtliche vermögenswerten Vorteile des Privatvermögens, die selbständig bewertbar und keine Gegenstände des täglichen Gebrauchs sind. Typische Beispiele sind: Kunstgegenstände, Schmuck, Antiquitäten, Oldtimer, Edelmetalle und Eintrittskarten. Auch Kryptowährungen sind Wirtschaftsgut, wenn sie eine ausreichende Verkehrsfähigkeit besitzen.

## Veräußerungsgewinn
| Zeitraum  | Freigrenze pro Person |
| --------- | --------------------- |
| 2002–2007 | 512 €                 |
| 2008–2023 | 600 €                 |
| seit 2024 | 1.000 €               |

Der Gewinn oder Verlust aus Veräußerungsgeschäften wird als Unterschied zwischen Veräußerungspreis einerseits und den Anschaffungskosten oder Herstellungskosten und den Werbungskosten andererseits ermittelt. Die Anschaffungs- und Herstellungskosten mindern sich um Absetzungen für Abnutzung, erhöhte Absetzungen und Sonderabschreibungen, soweit sie bei der Ermittlung der Einkünfte abgezogen worden sind (§ 23 Abs. 3 S. 4 EStG). Hierdurch werden Steuerminderungen aus vergangenen Jahren angerechnet und de facto rückgängig gemacht. Der Veräußerungsgewinn ist zu versteuern, wenn der Veräußerungserlös zufließt (Zuflussprinzip § 11 EStG).
Veräußerungsverluste können mit Gewinnen aus anderen privaten Veräußerungsgeschäften verrechnet werden, jedoch nicht mit positiven Einkünften anderer Einkunftsarten. Die nicht verrechenbaren Verluste werden gesondert festgestellt und können in das vorangegangene Jahr zurück- oder in die folgenden Jahre vorgetragen werden. Bei einem entsprechenden Verlustrück- oder -vortrag ist die Verrechnung wiederum nur mit positiven Einkünften aus privaten Veräußerungsgeschäften möglich. Sobald solche vorliegen, muss eine Verrechnung erfolgen.
Die Gewinne aus privaten Veräußerungsgeschäften bleiben steuerfrei, wenn sie niedriger als die Freigrenze von 1.000 Euro (seit 2024) pro Jahr sind.

## Besonderheiten in Zusammenhang mit Betriebsvermögen
Als Anschaffung gilt auch die Überführung eines Wirtschaftsguts aus dem Betriebsvermögen in das Privatvermögen. Der Entnahmewert tritt in diesen Fällen an die Stelle der Anschaffungs- oder Herstellungskosten. Die Einlage eines Grundstücks in das Betriebsvermögen gilt als Veräußerung, wenn die Veräußerung aus dem Betriebsvermögen innerhalb von zehn Jahren nach Anschaffung des Grundstücks erfolgt. Der Einlagewert ist als Veräußerungserlös bei Zufluss des tatsächlichen Veräußerungserlöses anzusetzen.

## Verhältnis zu § 42 AO (Gestaltungsmissbrauch)
Der Steuerpflichtige kann durch Abwarten der Frist steuern, ob der Besteuerungstatbestand eintritt. Umgekehrt können Verluste durch rechtzeitiges Verkaufen vor Ablauf der Spekulationsfrist realisiert werden. Dies ist kein Gestaltungsmissbrauch. Gestaltungmissbrauch kann jedoch vorliegen, wenn Wirtschaftsgüter (zum Beispiel Bitcoins) zunächst verkauft werden, um einen steuerlichen Verlust zu realisieren jedoch in engem zeitlichen Zusammenhang in gleicher Stückzahl zurückgekauft werden.